# Tănkovo (distrikt i Chaskovo)
Tănkovo (bulgariska: Тънково) är ett distrikt i Bulgarien.   Det ligger i kommunen Obsjtina Stambolovo och regionen Chaskovo, i den centrala delen av landet, 230 km sydost om huvudstaden Sofia.